# Patriot (Worlds of Fun)
Pour les articles homonymes, voir Patriot.
Patriot sont des montagnes russes inversées du parc Worlds of Fun, situé à Kansas City dans le Missouri, aux États-Unis.

## Statistiques
- Capacité : 1160 personnes par heure
- Trains : 2 trains de 7 wagons. Les passagers sont placés 4 de front par rangée pour un total de 28 passagers par train.